# United Society Partners in the Gospel
Pour les articles homonymes, voir USPG et SPG.
United Society Partners in the Gospel (USPG) est un organisme de bienfaisance basé au Royaume-Uni.
Elle est constituée pour la première fois sous charte royale en 1701 sous le nom de Society for the Propagation of the Gospel in Foreign Parts (SPG ; littéralement « Société pour la propagation de l'Évangile ») en tant qu'organisation missionnaire de la haute Église de l'Église d'Angleterre et est active dans les treize colonies d'Amérique du Nord. Le groupe est rebaptisé en 1965 United Society for the Propagation of the Gospel (USPG) après avoir incorporé les activités de la Universities' Mission to Central Africa (UMCA). En 1968, la mission de Cambridge à Delhi a également rejoint l'organisation. De novembre 2012  à 2016, le nom est United Society of Us. En 2016, il est annoncé que la Société reviendrait au nom USPG, cette fois pour United Society Partners in the Gospel, à partir du 25 août 2016.
Au cours de ses plus de trois cents ans d'activité, la Société a soutenu plus de 15 000 hommes et femmes dans des rôles missionnaires au sein de la Communion anglicane mondiale. Travaillant par l'intermédiaire d'églises partenaires locales, l'objectif actuel de l'organisme de bienfaisance est le soutien aux secours d'urgence, au développement à long terme et aux projets de formation au leadership chrétien. L'organisme de bienfaisance encourage les paroisses du Royaume-Uni et d'Irlande à participer au travail missionnaire chrétien par la collecte de fonds, la prière et en établissant des liens avec ses projets à travers le monde.

## Histoire

### Fondation et travail missionnaire en Amérique du Nord

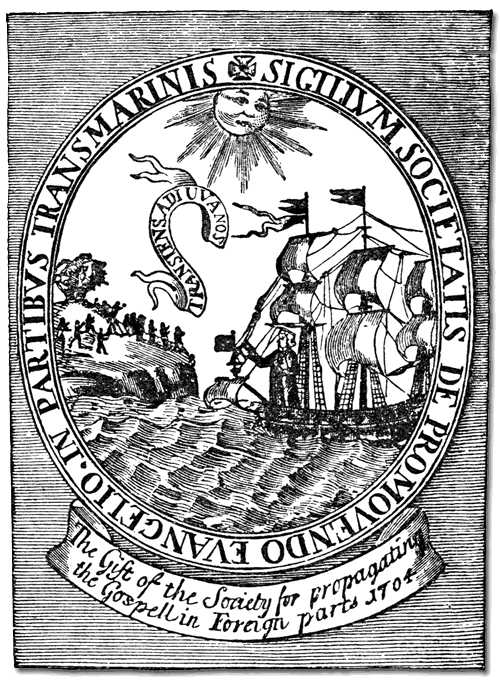
Sceau de la Société pour la propagation de l'Évangile à l'étranger (1701)

En 1700, Henry Compton, évêque de Londres (1675-1713), demanda au révérend Thomas Bray de faire rapport sur l'état de l'Église d'Angleterre dans les colonies américaines. Bray, après de longs voyages dans la région, a rapporté que l'église anglicane en Amérique a « peu de vitalité spirituelle » et est « dans un mauvais état d'organisation ». Sous l'initiative de Bray, la Société pour la propagation de l'Évangile à l'étranger est autorisée par convocation et incorporée par charte royale  le 16 juin 1701. Le roi Guillaume III a publié une charte établissant le SPG comme « une organisation capable d'envoyer des prêtres et des enseignants en Amérique pour aider à fournir le ministère de l'Église aux colons ». La nouvelle société a deux objectifs principaux : le ministère chrétien auprès des Britanniques à l'étranger ; et l'évangélisation des races non chrétiennes du monde.
Les deux premiers missionnaires de la société, de l'université d'Aberdeen, George Keith et Patrick Gordon, quittèrent l'Angleterre pour l'Amérique du Nord le 24 avril 1702. et les Amérindiens d'Amérique du Nord. Le SPG a financé le clergé et les maîtres d'école, envoyé des livres et soutenu les catéchistes par le biais de sermons annuels de collecte de fonds à Londres qui ont rendu public le travail de la société missionnaire. La reine Anne est l'une des premières partisanes notoires, apportant ses propres fonds et autorisant en 1711 la première de nombreuses lettres royales annuelles exigeant que les paroisses locales en Angleterre lèvent une « contribution libérale » pour le travail de la Société à l'étranger.

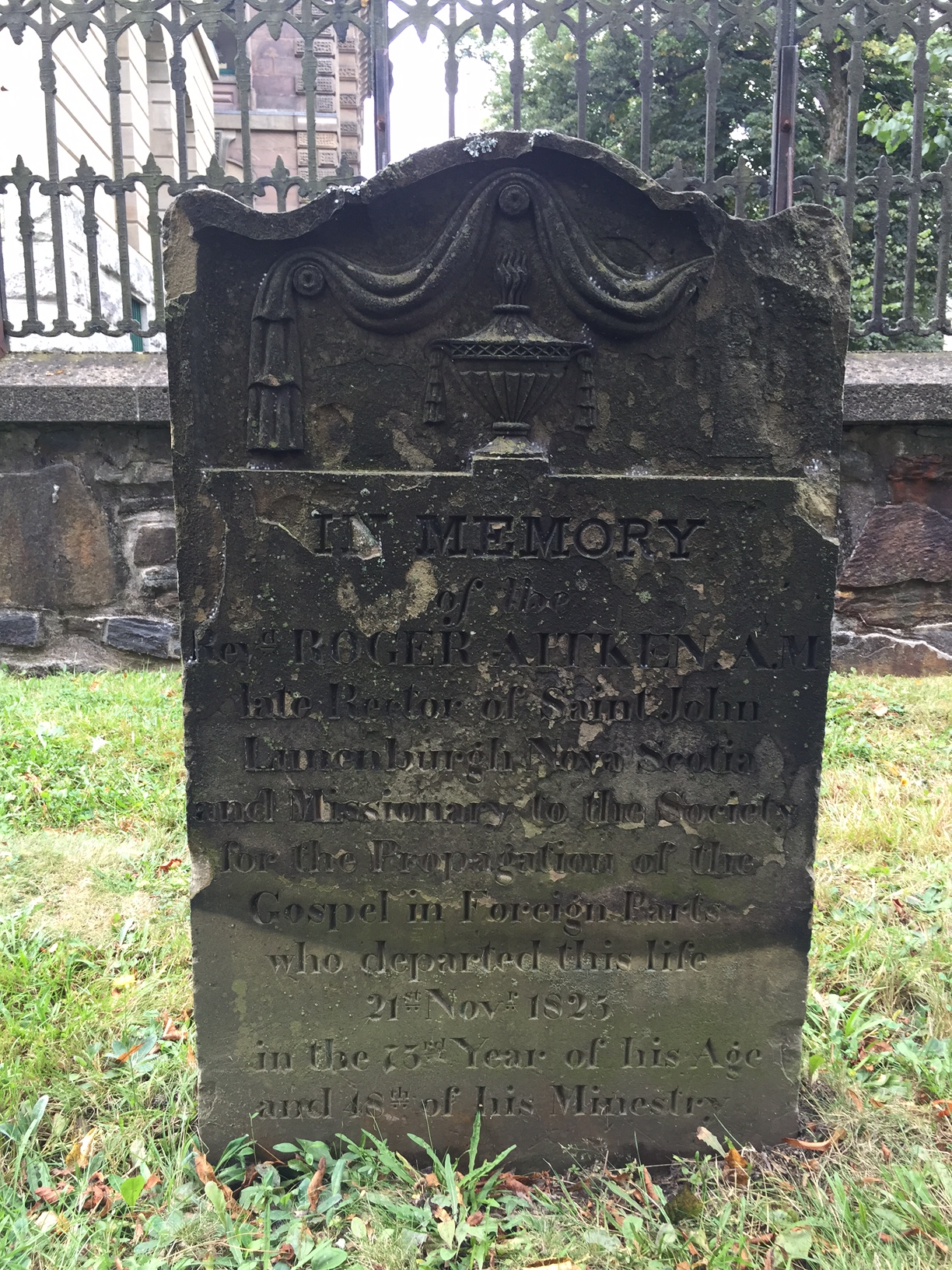
Missionnaire Rév. Roger Aitken (décédé en 1825), Old Burying Ground (Halifax, Nouvelle-Écosse)

En Nouvelle-Angleterre, la Société a dû rivaliser avec un mouvement croissant d'églises congrégationalistes, car l'Église anglicane n'y est pas établie. Avec un leadership ingénieux, il a fait des percées significatives dans des États puritains plus traditionnels tels que le Connecticut et le Massachusetts. Le SPG a également aidé à promouvoir des conceptions distinctives pour de nouvelles églises utilisant des matériaux locaux et a encouragé l'ajout de clochers. L'église blanche avec clocher est copiée par d'autres groupes et s'est associée aux églises de style Nouvelle-Angleterre parmi l'éventail des dénominations protestantes. De telles conceptions ont également été copiées par les congrégations d'église dans les colonies du sud.
De 1702 jusqu'à la fin de la Révolution américaine en 1783, le SPG a recruté et employé plus de 309 missionnaires dans les colonies américaines qui allaient former les États-Unis. De nombreuses paroisses fondées par le clergé SPG sur la côte est des États-Unis sont désormais répertoriées parmi les paroisses historiques de l'Église épiscopale. Le clergé SPG a reçu pour instruction de vivre simplement, mais des fonds considérables sont utilisés pour la construction de nouvelles propriétés d'église. Le clergé SPG est des hommes ordonnés et diplômés de l'université, décrits à un moment donné par Thomas Jefferson comme des «jésuites anglicans». Ils sont recrutés à travers les îles britanniques et plus loin; seulement un tiers des missionnaires employés par la Société au XVIIIe siècle sont anglais. Inclus dans leur nombre des individus notables tels que George Keith et John Wesley, le fondateur du méthodisme, à l'origine un mouvement au sein de l'Église anglicane.

### Antilles
Grâce à un legs caritatif accordé au SPG par le planteur et administrateur colonial barbadien Christopher Codrington, les plantations de Codrington (et les esclaves qui y travaillaient) sont devenues la propriété de la Société. Dans le but de financer le Codrington College à la Barbade, le SPG a bénéficié du travail forcé de milliers d'Africains réduits en esclavage dans les plantations. De nombreux esclaves des plantations sont morts de maladies telles que la dysenterie et la fièvre typhoïde, après avoir été affaiblis par le surmenage[réf. nécessaire]. Le SPG a même marqué ses esclaves sur la poitrine avec le mot SOCIÉTÉ pour montrer à qui ils appartenaient.
La propriété des plantations de Codrington par le SPG a commencé à faire l'objet d'un examen minutieux à la fin du XVIIIe siècle, alors que le mouvement abolitionniste britannique commençait à émerger. En 1783, l'évêque Beilby Porteus, l'un des premiers partisans de l'abolitionnisme, a profité de l'occasion du sermon d'anniversaire annuel du SPG pour souligner les conditions dans les plantations de Codrington et a appelé le SPG à mettre fin à son lien avec l'esclavage colonial. Cependant, le SPG n'a pas renoncé à la propriété de ses plantations à la Barbade jusqu'à l'adoption au Parlement de la loi sur l'abolition de l'esclavage de 1833.[réf. nécessaire]
Lors de la réunion de février 2006 du Synode général de l'Église d'Angleterre, les participants ont commémoré le rôle de l'Église dans l'adoption de la loi sur la traite des esclaves de 1807 pour abolir l'implication de la Grande-Bretagne dans la traite des esclaves. Les participants ont également voté à l'unanimité pour présenter des excuses aux descendants d'esclaves pour l'implication et le soutien de l'église dans la traite des esclaves et l'esclavage. Tom Butler, l'évêque de Southwark, a confirmé dans un discours avant le vote que la Société pour la propagation de l'Évangile dans les régions étrangères est propriétaire des plantations Codrington.

### Afrique
Le Rév. Thomas Thompson, ayant d'abord servi comme missionnaire SPG dans le New Jersey colonial, a établi le premier avant-poste missionnaire de la Société au château de Cape Coast sur la Gold Coast en 1752. En 1754, il s'arrangea pour que trois étudiants locaux se rendent en Angleterre pour être formés comme missionnaires aux frais de la Société. Deux sont morts de mauvaise santé, mais l'étudiant survivant, Philip Quaque, est devenu le premier Africain à recevoir l'ordination dans la Communion anglicane. Il retourna à la Gold Coast en 1765 et y travailla en tant que missionnaire jusqu'à sa mort en 1816.
Les activités missionnaires du SPG en Afrique du Sud ont commencé en 1821. Le travail de la Société dans la région au sens large a fait des progrès significatifs sous la direction de l'évêque Robert Gray, s'étendant au Natal en 1850, au Zoulouland en 1859, au Swaziland en 1871 et au Mozambique en 1894. Au cours de la période 1752-1906, la Société a employé un total de 668 missionnaires européens et recrutés localement en Afrique.

### Expansion mondiale
La Société établit des avant-postes missionnaires au Canada en 1759, en Australie en 1793 et en Inde en 1820. Il s'est ensuite étendu en dehors de l'Empire britannique vers la Chine en 1863, le Japon en 1873 et la Corée en 1890. Au milieu du XIXe siècle, le travail de la Société est davantage axé sur la promotion et le soutien des églises anglicanes autochtones et la formation des dirigeants des églises locales, que sur la supervision et les soins des congrégations coloniales et expatriées.
Du milieu des années 1800 jusqu'à la Seconde Guerre mondiale, le modèle de travail missionnaire est resté similaire : travail pastoral, évangéliste, éducatif et médical contribuant à la croissance de l'Église anglicane et visant à améliorer la vie des populations locales. Au cours de cette période, le SPG a également soutenu un nombre croissant de missionnaires autochtones des deux sexes, ainsi que le travail missionnaire médical.

### Leadership missionnaire féminin
Dans une certaine mesure, la Société est socialement progressiste à partir du milieu des années 1800 en encourageant les femmes de Grande-Bretagne et d'Irlande, y compris les femmes célibataires, à se former et à travailler en tant que missionnaires à part entière, plutôt qu'en tant qu'épouses de missionnaires masculins. En 1866, le SPG a créé l'Association des dames pour la promotion de l'éducation des femmes en Inde et dans d'autres pays païens en relation avec les missions de la Société pour la propagation de l'Évangile. En 1895, ce groupe est mis à jour à l'Association de Mission de Femmes pour la Promotion d'Éducation Féminine dans les Missions du SPG. Dans le cadre de l'inclusion de plus de femmes dans cette organisation, Marie Elizabeth Hayes (en) est acceptée dans la Société pour la propagation de l'Évangile en 1905. Elle est membre de la mission de Cambridge à Delhi, en Inde, où elle est connue pour son travail remarquable en tant que missionnaire médicale chrétienne. Son leadership dans le domaine médical a favorisé le leadership des femmes dans les activités missionnaires de la Société.
La promotion du leadership des femmes au sein des activités missionnaires de la Société à l'étranger est défendue pendant de nombreuses années par Louise Creighton, également défenseur du suffrage des femmes. Au plus fort de l'activité missionnaire du SPG en Inde, entre 1910 et 1930, plus de 60 missionnaires européennes sont à tout moment employées dans l'enseignement, la médecine ou des postes administratifs supérieurs dans le pays. Au Japon, Mary Cornwall Legh, travaillant parmi les malades de la maladie de Hansen à Kusatsu, Gunma. Elle est considérée comme l'une des missionnaires chrétiennes les plus efficaces à avoir servi dans le Nippon Sei Ko Kai.  En Chine, Ethel Margaret Phillips (en) (1876–1951) est une missionnaire médicale du SPG qui a construit deux hôpitaux, a travaillé avec le YWCA et a continué à établir un cabinet privé.

### Réorganisation après la Seconde Guerre mondiale
Le SPG, aux côtés de la Church Mission Society (CMS), a continué d'être l'une des principales agences de mission d'évangélisation et de travail de secours pour les Églises d'Angleterre, du Pays de Galles et d'Irlande dans les décennies qui ont suivi la Seconde Guerre mondiale. Dans le contexte de la décolonisation en Afrique et de l'indépendance de l'Inde en 1947, de nouveaux modèles d'engagement missionnaire mondial entre les provinces membres interdépendantes de la Communion anglicane sont nécessaires.
En 1965, le SPG a fusionné avec la Universities' Mission to Central Africa (UMCA), et en 1968 avec la Mission de Cambridge à Delhi, pour former la United Society Partners in the Gospel (USPG). La Société a trouvé un nouveau rôle dans le soutien de la formation du clergé et dans le mouvement des spécialistes du développement communautaire, des ressources et des idées à travers l'église mondiale.

## Églises, soins de santé et établissements d'enseignement notables
La liste des églises, des soins de santé et des établissements d'enseignement fondés et parrainés par le SPG et l'USPG est géographiquement diversifiée. Dans certains cas, le financement direct est fourni par la Société ; dans d'autres, le personnel de mission du SPG et de l'USPG a joué un rôle de premier plan en tant que fondateur du clergé ordonné, collecteur de fonds, personnel académique et administratif.

### Afrique
Ghana
- Collège Adisadel (1910)

Afrique du Sud
- Cathédrale de Grahamstown (1824)
- Collège diocésain, Le Cap (1849)

Zimbabwe
- Hôpital de la mission Bonda (1928)

### Asie
Chine
- École St. Faith, Pékin (1890)

Inde
- Bishop's College, Calcutta (1824)
- Église de la Sainte Trinité, Idaiyangudi, Tamilnadu (1880)
- Collège Saint-Étienne, Delhi (1881)
- Église cathédrale Saint-Jean, Nazareth, Tamil Nadu
- Église Saint-Michel et tous les anges, Mudalur, Tamil Nadu

Japon
- Cathédrale Saint-André, Tokyo (1879)
- Shoin Junior & Senior High School, Kobe (1892)

Birmanie
- Collège Saint-Jean, Yangon (1863)

### Amériques
Barbade
- Collège Codrington, Saint-Jean (1745)

Canada
- Église Saint-Paul (Halifax), Nouvelle-Écosse (1749)

États-Unis
- Christ Church, Douvres, Delaware (1704)
- Christ's Church, Rye, New York (à l'origine Grace Church) (1705)
- Église Saint-Paul (maintenant connue sous le nom d'église Old Narragansett), Wickford, Rhode Island (1706)
- Église de la Trinité sur le Green, New Haven, Connecticut (1723)

### Océanie
Nouvelle-Zélande
- Collège St John, Auckland (1843)

Australie
- Église de la Trinité, Adélaïde (1836)

## Activités actuelles
Le travail de l'organisme de bienfaisance moderne est consacré à accroître la capacité des églises locales à être des agents de changement positif dans les communautés qu'elles servent. La United Society « cherche à faire progresser la religion chrétienne », mais aussi à promouvoir et à soutenir les partenaires de l'église anglicane locale dans leurs activités missionnaires dans un contexte communautaire local. Le travail du projet comprend la fourniture de soins de santé communautaires aux femmes enceintes et aux personnes atteintes du VIH et du SIDA, ainsi que des programmes d'éducation et de formation professionnelle. L'organisme de bienfaisance est également impliqué dans la formation et le développement des dirigeants d'églises anglicanes laïques et ordonnées et dans le plaidoyer social localisé sur un large éventail de questions allant de la violence sexiste au changement climatique.
L'organisme de bienfaisance moderne conserve ses solides liens de financement et de gouvernance avec l'Église d'Angleterre, l'archevêque de Cantorbéry étant le président de l'organisme de bienfaisance.
Les projets en Afrique attirent toujours le plus grand pourcentage du financement de la United Society en raison de liens historiques et de dotations établies. Au cours de l'exercice 2013, l'organisme de bienfaisance a soutenu des initiatives ecclésiastiques dans les domaines de la lutte contre la pauvreté, de la santé, de l'éducation et de la formation des dirigeants d'églises dans 20 pays différents.